# Moses Halevi
Moses Halevi (* 1826; † 1910) war ein jüdischer Gelehrter des 19. Jahrhunderts und von 1872 bis 1909 der Großrabbiner (Chacham Baschi) des Osmanischen Reichs mit Sitz in Konstantinopel.